# Ulica Farna w Piotrkowie Trybunalskim
Ulica Farna – ulica na Starym Mieście w Piotrkowie Trybunalskim.

## Opis
Ulica Farna łączy południowo-wschodni narożnik Placu Czarnieckiego i ul. Zamkową ze skrzyżowaniem ulic: Grodzkiej, Starowarszawskiej i Krakowskie Przedmieście. Długość ulicy wynosi około 60 metrów. Ulica należy do najstarszych ulic w Piotrkowie i jest częścią układu urbanistycznego Starego Miasta, który ukształtował się w XIII/XIV wieku.
Na najstarszym planie Piotrkowa z 1786 ulica ta występuje pod nazwą Kościelna. Obecna nazwa pochodzi od kościoła farnego św. Jakuba, od którego ulica Farna biegnie na północ. Kamienica pod numerem 8 z XVIII w. należy do najstarszych zachowanych kamienic na Starym Mieście. Mieści się w niej Pracownia Planowania Przestrzennego w Piotrkowie Trybunalskim.
Ulica (a zwłaszcza jej skrzyżowanie z ul. Krakowskie Przedmieście) pojawiła się w wielu filmach i serialach: Uprowadzenie Agaty (1993) i 1920 Bitwa warszawska (2011), o czym informują tablice na kamienicy przy ul. Farnej 8, a także Ewa chce spać (1957), Święta wojna (1965), Misja specjalna (1987), Ucieczka z miejsc ukochanych (1987), Nowy Jork, czwarta rano (1988), Syzyfowe prace (2000), Przeprowadzki (2001).

## Zabytki
Ulica wraz z całym układem urbanistycznym Starego Miasta wpisana jest do rejestru zabytków pod numerem 89-IX-35 z 24.07.1948, z 1.02.1962 i z 23.02.2004.
Do rejestru zabytków są też wpisane budynki położone przy ul. Konarskiego:
- nr 2 – dom, XVIII/XIX w.
- nr 3 – dom, XIX w.
- nr 4 – dom, XIX w.
- nr 5 (Grodzka 6) – dom, 1. poł. XIX 2.
- nr 6 – dom, XIX w.
- nr 8 – dom, XVIII/XIX w.

Powyższe obiekty są też wpisane do gminnej ewidencji zabytków miasta Piotrkowa Trybunalskiego.

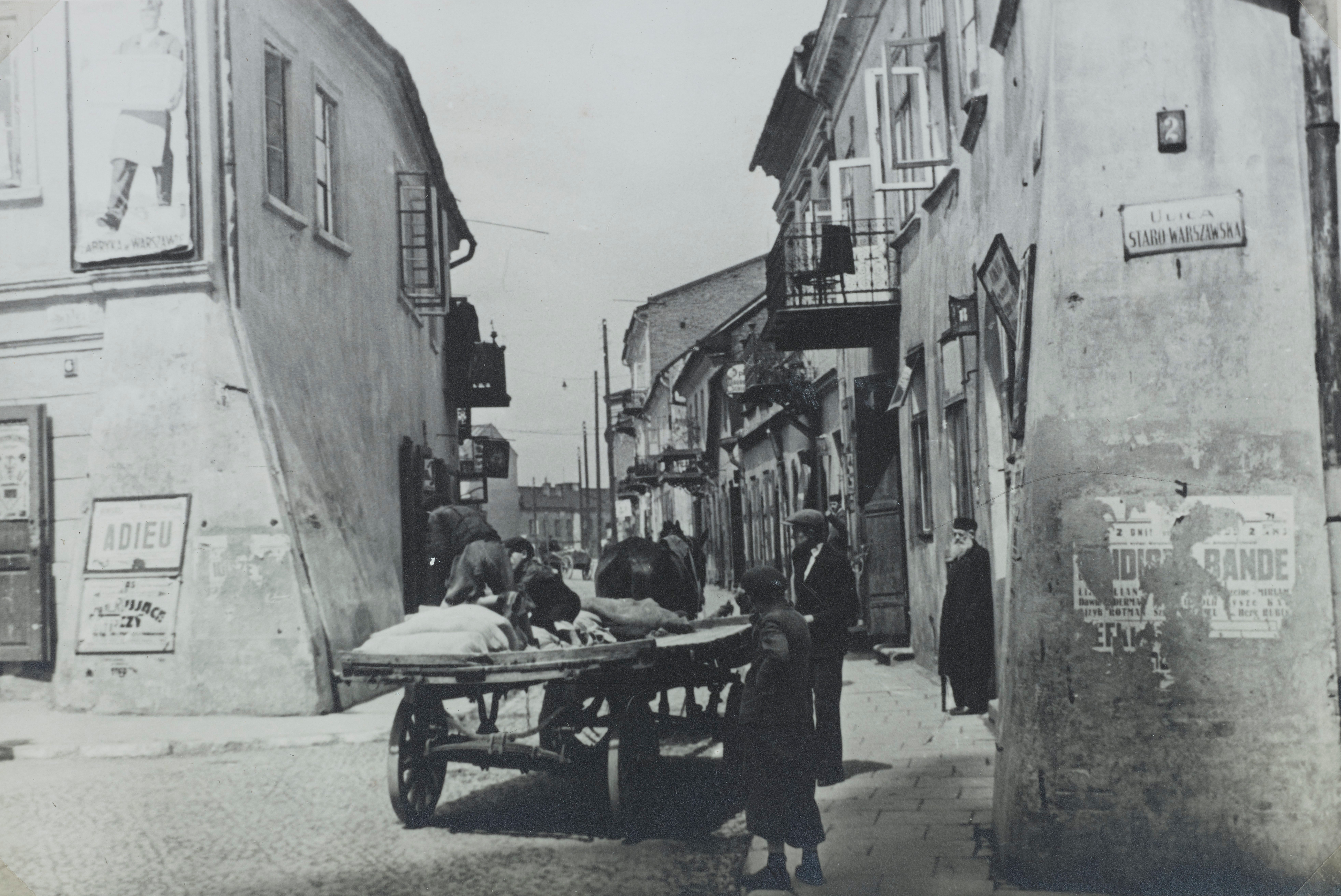
Ulica Farna (w głębi) w 1937
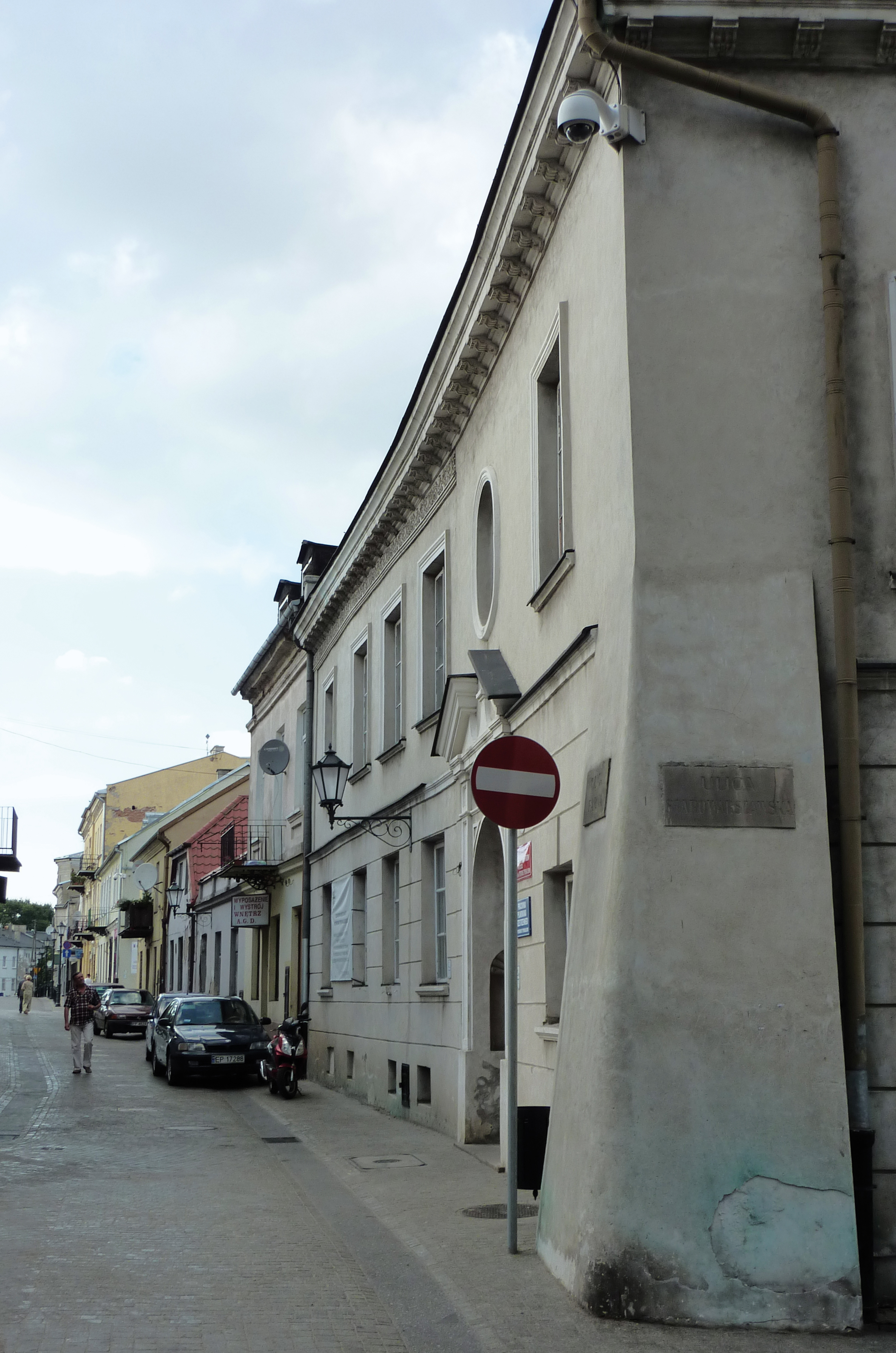
Wschodnia pierzeja w stronę Placu Czarnieckiego
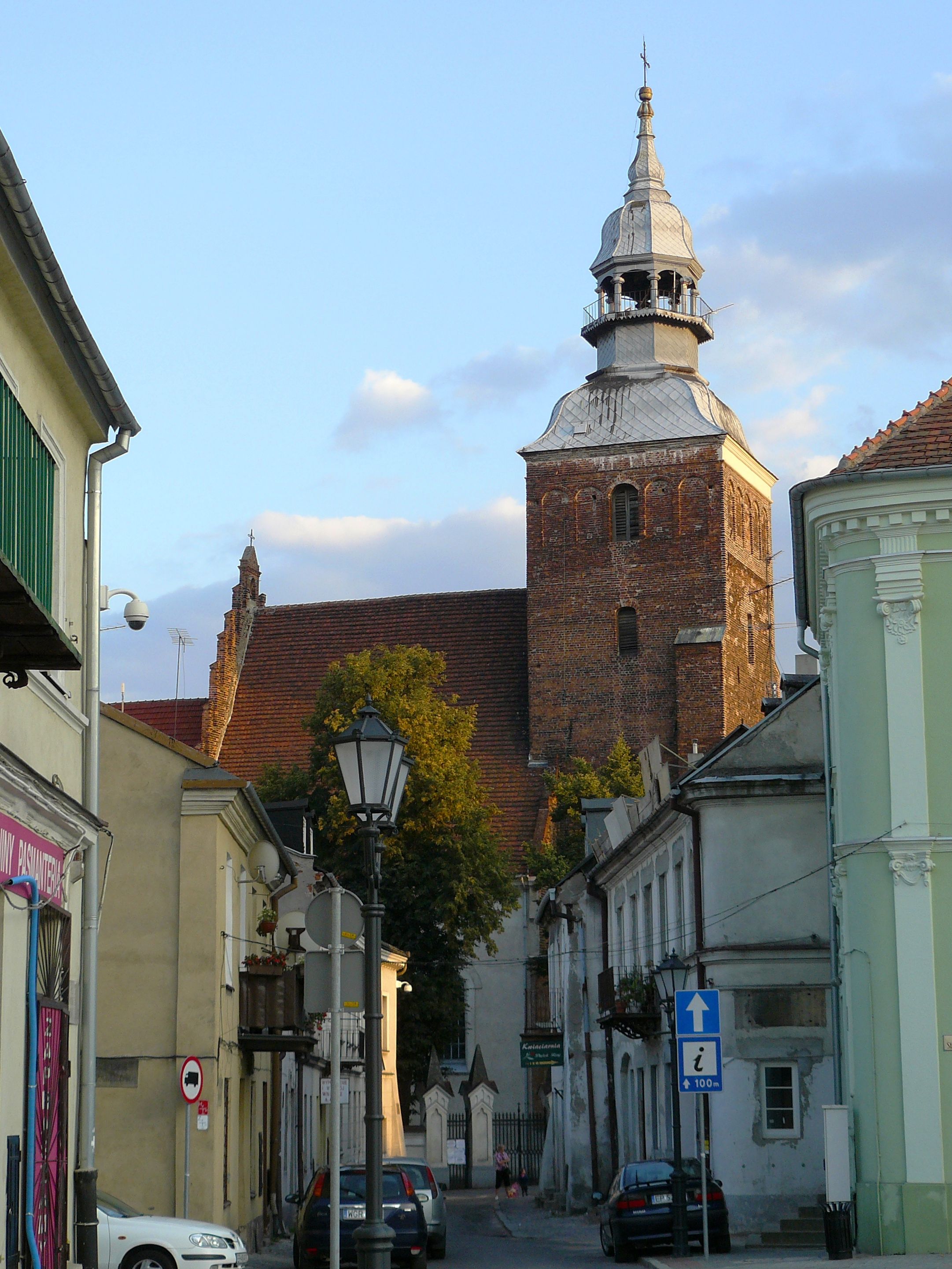
Widok w stronę kościoła św. Jakuba
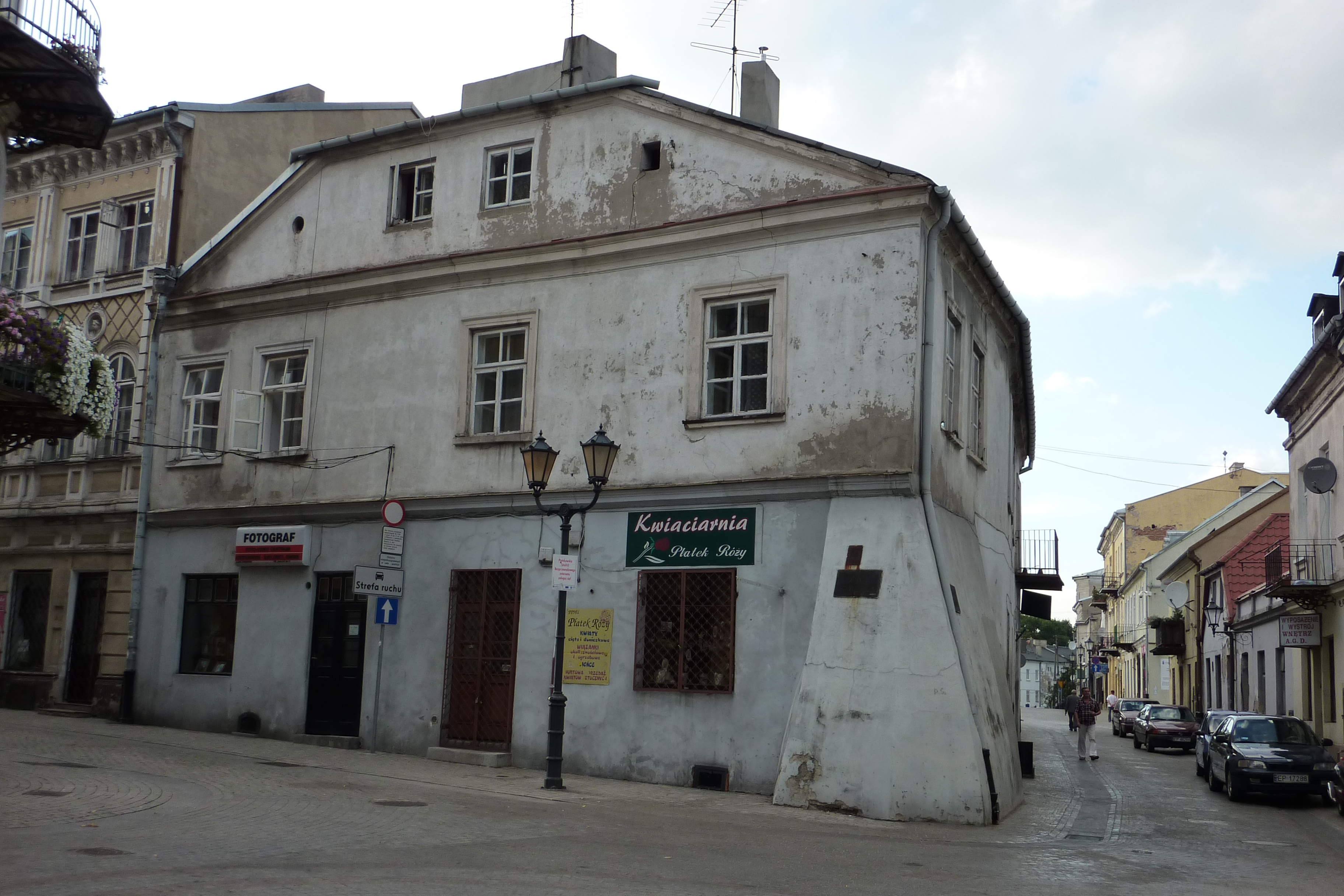
Dom przy ul. Farnej 5 / Grodzkiej 6
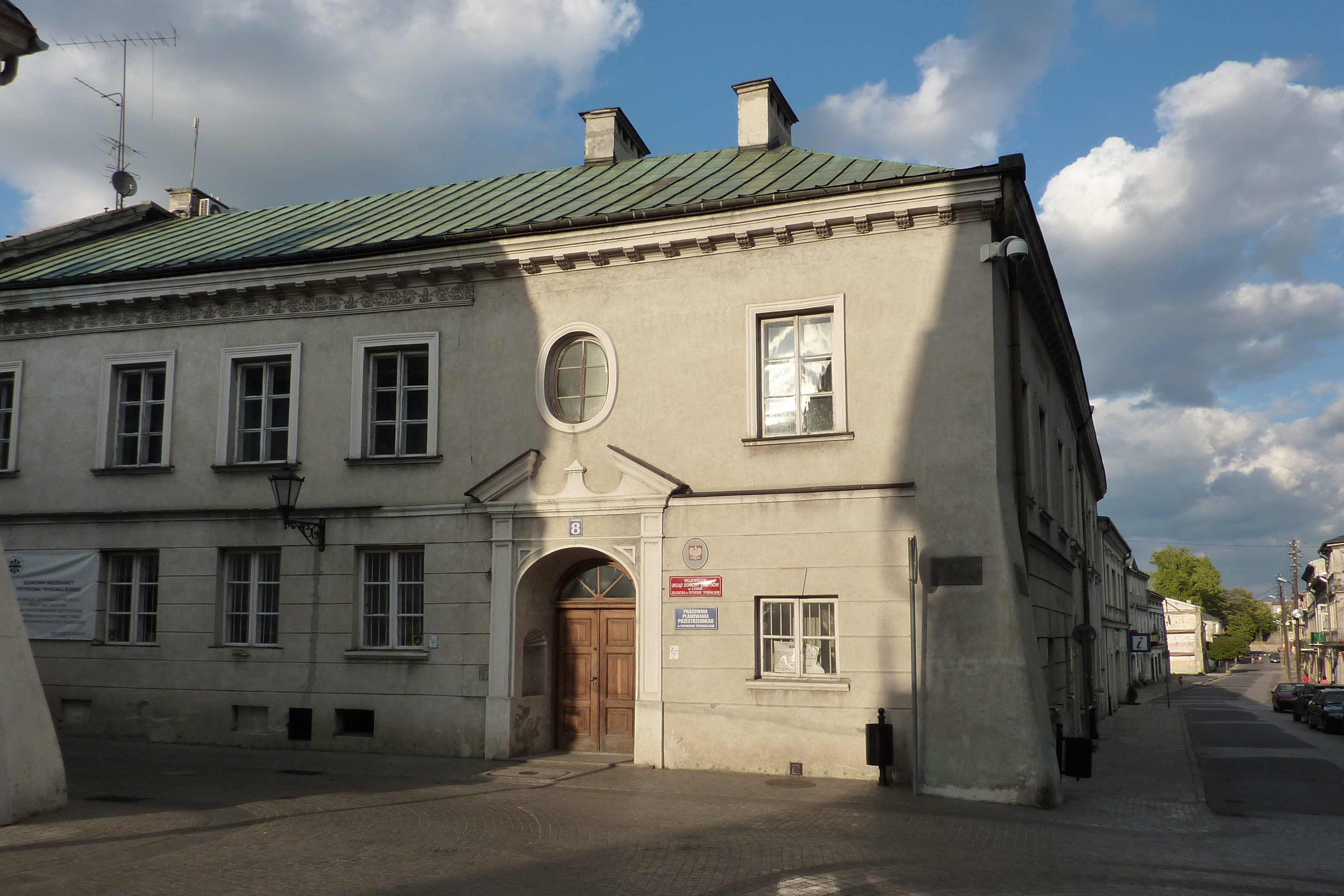
Kamienica przy ul. Farnej 8